# Lorković–Vokić-összeesküvés
A Lorković–Vokić-összeesküvés a Független Horvát Állam (NDH) vezetőinek sikertelen hatalomátvételi kísérlete volt, amelyet Mladen Lorković belügyminiszter és Ante Vokić, a fegyveres erők minisztere, szárnysegéd szervezett 1944 augusztusában. Az összeesküvés célja az NDH átállítása volt a szövetségesek oldalára.
Az összeesküvés erősen támaszkodott a háborúig központi szerepet játszó, legerősebb és legbefolyásosabb horvát párt, a Horvát Parasztpárt (HSS) soraira, amely Vladimir Maček vezetésével nem támogatta a németekkel, olaszokkal és usztasákkal való együttműködést.
Miután világossá vált, hogy a nyugati szövetségesek nem szándékoznak partra szállni az Adrián, és nem akarnak együttműködni az NDH elemeivel, az összeesküvés kudarcot vallott.

## Előzmények
Az összeesküvés akkor történt, amikor Románia (augusztus 23.) és Bulgária (szeptember 8.) átállt a szövetségesek oldalára, és amikor a szövetségesek normandiai inváziója már javában zajlott. A külügyminiszteri posztot betöltő Mladen Lorković (később elbocsátották, és belügyminiszteri posztra helyezték át) ráébredt, hogy a tengelyhatalmak elveszítik a háborút, és ideje, hogy az NDH átálljon a a szövetségesek oldalára, egyúttal hadat üzennek a náci Németországnak.
Ante Pavelić államfő jóváhagyásával Lorković és Vokić miniszterek felvették a kapcsolatot a Horvát Parasztpárt vezetésével, akik a nyugati szövetségesekhez fűződő ideológiai közelségük és nemzetközi kapcsolataik miatt megpróbálhattak megegyezni az átállásról a szövetségesek oldalra. A HSS megtagadta az együttműködést egy ilyen kísérletben akkor, ha ezzel egyidejűleg nem biztosítják Ante Pavelićnek a hatalomból való eltávolítását. Ezért olyan terv született, hogy Lorkovićot állítsák az állam élére, aki majd bejelenti az NDH átállását a szövetségesek oldalára, míg Vokić katonai támogatást nyújt a puccshoz. Összeesküvésbe beavatták a horvát hadsereg azon tisztjeit, akik szimpatizáltak a HSS-sel, annak elnökével Vladko Mačekkel és másokkal, akik nem támogatták az usztasa rezsimet. Sőt, egyes források szerint maga Maček volt az összeesküvés ötletgazdája, és ő vette volna át a hatalmat az országban.

## A szervezkedés bukása
A szándék az volt, hogy az NDH fegyveres erői az új kormány rendelkezésére álljanak, és készen álljanak a szerb csetnikekkel és esetleg a Jugoszláv Nemzeti Felszabadító Hadsereg (NOVJ) erőivel együtt ellenállni a német erőknek addig, amíg nem találkoznak azokkal a szövetséges erőkkel, amelyek a Balkánon egy második frontot nyitva Európában majd megszállják az országot. 
Úgy tűnik, hogy Vokić a szervezésben elért némi sikert, és a puccs megvalósítható lett volna. A hadsereg soraiban gyakorlatilag akadálytalanul terjedt a HSS-hez kapcsolódó propaganda, és sok tiszt működött együtt Vokićcsal és Lorkovićcsal. 1944 augusztusában szórólapokat kezdtek terjeszteni még a hadsereg tagjai között is, hogy nagyszámú katonai erőt készítsenek fel a szövetségesek oldalára való átállásra, ami a német katonai erővel való konfliktust vont maga után.
Úgy tűnik, az összeesküvők Pavelićet mindenről tájékoztatták, többek között arról is, hogy a szövetségesek nem ígérnek együttműködést, valamint arról, hogy a HSS nem járul hozzá, hogy Pavelić az NDH élén maradjon. Erre Pavelić 1944. augusztus 21-én tájékoztatta Kasche német nagykövetet egy németellenes összeesküvés létezéséről, majd 1944. augusztus 30-án az NDH kormánya ülést tartott, amelyen Lorkovićot és Vokićot leváltották.
A történészek általában úgy vélik, hogy Ante Pavelićet maguk az összeesküvők tájékoztatták az összeesküvésről. A kormány 1944. augusztus 30-i ülésén Vokić Pavelićet vádolva próbált védekezni: „Főnök, mindent, amit tettünk, az Ön utasításai szerint és az Ön jóváhagyásával tettünk, így nem tudom, miért kellene felelősséget vállalnom.” A következő napokban letartóztatták Milutin Jurčićot, az államrendőrség vezetőjét, több tucat katonatisztet és több HSS-vezetőt, köztük Ljudevit Tomašićot és Ivanko Farolfit.
1944. október 1-jén Tito partizánjai – akik negatív véleményt mondtak a briteknek az összeesküvőkkel folytatott tárgyalásokról, és ezzel ténylegesen ellehetetlenítették azok sikerét – letartóztatták August Košutićot, a HSS prominens tagját, aki összekötőként működött az összeesküvők és NOVJ között és a partizánok által ellenőrzött területen a brit hírszerző tisztek kapcsolata volt. Vokić és Lorković Lepoglavába került, ahol 1945 áprilisában, amikor az NDH hadsereg elkezdett kivonulni erről a területről kivégezték őket.
Ezt követően, 1944. szeptember 18-án Pavelić meglátogatta Hitlert, elé tárva a hadsereggel kapcsolatos követeléseit. Hitler elfogadta az NDH alakulatainak megerősítésével kapcsolatos követeléseket, és lehetővé tette a hadsereg és az usztasa katonai egységeinek formálisan a horvát fegyveres erőkbe való egyesítését, hadosztályokba és hadtestekbe szervezését (ezt már 1944. december 1-jén végrehajtották); de nem engedte, hogy az NDH egységei külön parancsnokságot kapjanak (az NDH főparancsnoki funkciójának csak formai jelentősége volt), így az NDH egységei továbbra is a német hadsereg parancsnoksága alatt maradtak.

## A hadsereg az összeesküvésben
A hadsereg alakulatai voltak azok a fő erők, amelyekre Ante Vokić, a fegyveres erők minisztere számított a Lorković–Vokić-puccsban. A Pavelić elleni fellépés termékeny talajra talált a hadsereg soraiban. Ivan Klišanić ezredes, Pero Blašković nyugállományú tábornok, Ivan Mrak a légierő ezredese és még sokan mások a puccsistákkal egyetértőleg reagáltak.
Mrak ezredes fő feladata az volt, hogy megszabaduljon minden németbarát beállítottságú tiszttől. Akkoriban Vokić miniszter is többet tartózkodott az alakultoknál, mint Zágrábban, hogy meglátogassa az összes egységet és beszéljen az összes parancsnokkal. Beszédei egyfajta szenzációt jelentettek. Beszédeiben, nyilvánvalóan a németekre utalva, mindig arra hivatkozott, hogy a horvát hadsereg szembeszáll mindenkivel, aki az államfenntartás útjába áll.
Arra az elhatározásra jutottak, hogy a puccs után a horvát honvédelemnek kell garantálnia a közrendet és a békét, és reguláris hadseregként a honvédség lesz „Maček alakuló serege”. Annak érdekében, hogy megkülönböztessék őket a többi honvédtől, akik nem csatlakoznak a HSS-hez, megállapodtak abban, hogy a lázadó katonát a felismerés jeleként az ujjukon fehér szalagot viselnek. Az egyik összeesküvő Stjepan Trnski 1944. szeptember elején Nartában is tartott előadásokat több honvédtiszt és katona előtt, és arra buzdította őket, hogy ne adják meg magukat a partizánoknak, tartsanak ki a harcban, mert a HSS számít rájuk. Ahhoz, hogy az összeesküvők pozíciói megerősödjenek, át kellett volna venniük az usztasák befolyása alatt álló hadsereget, és le kellett volna fegyverezni a németeket, hogy amikor a britek partra szállnak, a puccsisták a hadsereggel együtt átmenjenek a szövetségesek oldalára.
Alternatívák is készültek arra az esetre, ha a katonai akció nem sikerülne. Így a Horvát Parasztpárt sorait minden nap meg kell szervezni és készenlétben tartani, átképezni és aktivizálni. A HSS-ben volt egy direktíva, miszerint „meg kell akadályozni, hogy embereink a partizánokhoz csatlakozzanak, miközben a partizánokból a honvédségbe átlépőkkel semmi sem fog történni”. A puccs vezetőinek, Vokićnak és Lorkovićnak a hirtelen bukása kettős hatással járt. Mártírkultuszuk kezdett elterjedni a hadsereg soraiban. A tervezett puccs összeomlása nagy félelmet keltett a puccsban részt vevő tisztek soraiban, így sokan a partizánok soraiba kezdtek menekülni. Josip Broz Tito nyilvános felhívást is intézett a honvédséghez, hogy legkésőbb szeptember 15-ig (különben katonai bíróság elé állítanák őket, és népárulóként vonnák felelősségre őket), tehát éppen azon a napon, amikor Pavelić kormánya ülésén leváltotta Lorković és Vokić minisztereket csatlakozzanak a NOVJ soraihoz. A NOP forrásai szerint csak a keleti egységekhez az 1944. szeptember 1. és 15. között 245 ellenséges katona csatlakozott fegyveresen a különböző helyőrségekből.

## Epilógus
A mai napig a vita tárgya, hogy ha sikerrel járt volna az összeesküvés, hogyan nézne ki ez a terület a háború után. Egyesek készek azt hinni, hogy ha az összeesküvés sikerrel járt volna, a Független Horvát Állam a háború után is fennmaradt volna (ez volt az összeesküvők fő célja), és a kommunisták nem alakíthattak volna kormányt. A többség szerint azonban egy ilyen kimenetel valószínűtlen a következők miatt:
- a szövetségesek elállása a balkáni invázió tervétől a teheráni konferencián 1943 végén, ahol elhatározták Észak-Franciaország megszállását,

- a partizánok elismerése a szövetséges erők részéről a Jugoszláv Királyságban, amelyről ugyanezen a nemzetközi konferencián döntöttek, valamint a szövetségesek védnöksége alatt álló Tito–Šubašić-kormány megalakítása 1944 júniusában.

Ezek a politikai események egyszerűen nem hagytak teret az NDH fennmaradásának.
Feltehetően megmaradt volna bizonyos lehetőség arra, hogy a hadsereg elkezdjen együttműködni a NOVJ-jal olyan célok elérése érdekében, mint amilyeneket a HSS elért a jugoszláv politikában a második világháború előtt. (Ivan Šubašićot például, a HSS tagjaként az új jugoszláv kormány kulcsfigurájaként tisztelték, legalábbis a nyugati szövetségesek körében). Jugoszlávia ilyen jellegű helyreállítására a helyreállított Horvát Banovinával azonban láthatóan nem volt meg a felkészültség magukban a katonai egységekben – sem az NDH-hoz, sem a NOVJ-hez tartozókban, ahol a horvát partizánok úgy becsülték, hogy a nemzeti célok jobban elérhetők a háborús ellenséggel való együttműködés nélkül a Horvát Szövetségi Állam létrehozásával. A HSS viszont egy olyan helyzetben, amikor a háború utáni Jugoszláviában a katonai hatalom teljes egésze a kommunisták kezében volt, teljesen tehetetlennek bizonyult bármely célja elérésében – függetlenül attól, hogy a nyugati szövetségesek mit gondoltak róluk.

## Fordítás
Ez a szócikk részben vagy egészben  az   Urota Lorković-Vokić című horvát Wikipédia-szócikk ezen változatának fordításán alapul.  Az eredeti cikk szerkesztőit annak laptörténete sorolja fel. Ez a jelzés csupán a megfogalmazás eredetét és a szerzői jogokat jelzi, nem szolgál a cikkben szereplő információk forrásmegjelöléseként.